# Romaanse Sint-Eligiuskerk
De romaanse Sint-Eligiuskerk van Ettelgem, deelgemeente van de Belgische stad Oudenburg, is een van de meest opvallende monumenten uit de omgeving.
De oude Sint-Eligiuskerk is gebouwd in romaanse stijl. In de volksmond spreekt men van de romaanse kerk van Ettelgem. Ze doet al sinds 1911 geen dienst meer als bidplaats. Deze functie werd overgenomen door de parochiekerk in de Dorpsstraat, die eveneens de Sint-Eligiuskerk heet.
De romaanse kerk is heden ten dage een ruïne, maar de contouren van de oorspronkelijke kerk zijn er nog duidelijk in te herkennen. Er is de driehoekige basilikale vorm met koor en arcaden van de middenbeuk. Deze stammen uit de 12e en 14e eeuw. De toren dateert uit de 14e eeuw. En als laatste werd de sacristie in de 17e eeuw bijgebouwd. Doordat er in verschillende eeuwen delen zijn bijgebouwd, merk je de verschillende invloeden en stijlen. De kerk doet hoofdzakelijk de romaanse stijl aan, vandaar dat we spreken over de romaanse kerk. Bij later bijgebouwde delen en herstellingen zijn tevens vroeggotische invloeden merkbaar.
De romaanse Sint-Eligiuskerk werd in 1986 – 1988 gerestaureerd en tegenwoordig dient de kerk tijdens de zomermaanden als tentoonstellingsruimte.